# Dropia
Dropia – wieś w Rumunii, w okręgu Konstanca, w gminie Tortoman. W 2011 roku liczyła 51 mieszkańców.